# Asseco Resovia 2013-2014
Questa voce raccoglie le informazioni riguardanti l'Asseco Resovia nelle competizioni ufficiali della stagione 2013-2014.

## Organigramma societario
Area direttiva
- Presidente: Marek Panek
- Vicepresidente: Bartosz Górski

Area organizzativa
- Team manager: Maciej Pająk

Area tecnica
- Allenatore: Andrzej Kowal
- Allenatore in seconda: Marcin Ogonowski

Area comunicazione
- Ufficio stampa: Katarzyna Zięba

Area marketing
- Ufficio marketing: Jarosław Gutowski

## Rosa
| N° | Nome               | Ruolo | Data di nascita  | Nazionalità sportiva |
| -- | ------------------ | ----- | ---------------- | -------------------- |
| 1  | Dawid Konarski     | S/O   | 31 agosto 1989   | Polonia              |
| 2  | Paul Lotman        | S     | 3 novembre 1985  | Stati Uniti          |
| 3  | Wojciech Grzyb     | C     | 4 gennaio 1981   | Polonia              |
| 4  | Piotr Nowakowski   | C     | 18 dicembre 1987 | Polonia              |
| 5  | Lukáš Ticháček     | P     | 12 gennaio 1982  | Rep. Ceca            |
| 6  | Grzegorz Kosok     | C     | 2 marzo 1986     | Polonia              |
| 7  | Aleh Achrem        | S     | 12 marzo 1983    | Polonia              |
| 8  | Szymon Pałka       | S     | 11 maggio 1994   | Polonia              |
| 9  | Michał Filip       | S     | 31 agosto 1994   | Polonia              |
| 10 | Jochen Schöps      | S/O   | 8 ottobre 1983   | Germania             |
| 11 | Fabian Drzyzga     | P     | 3 gennaio 1990   | Polonia              |
| 12 | Łukasz Perłowski   | C     | 3 aprile 1984    | Polonia              |
| 13 | Péter Veres        | S     | 22 febbraio 1979 | Ungheria             |
| 14 | Michał Szalacha    | S/O   | 15 gennaio 1994  | Polonia              |
| 15 | Mateusz Masłowski  | L     | 13 giugno 1997   | Polonia              |
| 16 | Krzysztof Ignaczak | L     | 15 maggio 1978   | Polonia              |
| 17 | Nikolaj Penčev     | S     | 22 maggio 1992   | Bulgaria             |

## Mercato
| Acquisti | Acquisti          | Acquisti                | Acquisti      |
| R.       | Nome              | da                      | Modalità      |
| -------- | ----------------- | ----------------------- | ------------- |
| P        | Michał Kozłowski  | Effector Kielce         | definitivo    |
| S        | Jakub Peszko      | Ślepsk Suwałki          | fine prestito |
| S        | Mateusz Mika      | Trefl Gdańsk            | fine prestito |
| L        | Tomasz Głód       | Będzin                  | fine prestito |
| C        | Dawid Dryja       | Effector Kielce         | fine prestito |
| S/O      | Dawid Konarski    | Łuczniczka Bydgoszcz    | definitivo    |
| S        | Michał Filip      | giovanili               | definitivo    |
| P        | Fabian Drzyzga    | Politechnika Warszawska | definitivo    |
| S        | Péter Veres       | Dinamo Mosca            | definitivo    |
| S/O      | Michał Szalacha   | giovanili               | definitivo    |
| L        | Mateusz Masłowski | giovanili               | definitivo    |
| S        | Nikolaj Penčev    | Effector Kielce         | definitivo    |

| Cessioni | Cessioni           | Cessioni                | Cessioni   |
| R.       | Nome               | a                       | Modalità   |
| -------- | ------------------ | ----------------------- | ---------- |
| S        | Michał Kozłowski   | AZS Częstochowa         | prestito   |
| S        | Jakub Peszko       | Avia Świdnik            | prestito   |
| S        | Mateusz Mika       | Montpellier             | prestito   |
| L        | Tomasz Głód        | Avia Świdnik            | prestito   |
| C        | Dawid Dryja        | Politechnika Warszawska | prestito   |
| P        | Maciej Dobrowolski | AZS Olsztyn             | definitivo |
| S        | Rafał Buszek       | AZS Olsztyn             | prestito   |
| S/O      | Zbigniew Bartman   | Modena                  | definitivo |
| S        | Nikola Kovačević   | Ural                    | definitivo |
| L        | Jakub Woś          | Karpaty Krosno          | prestito   |

## Statistiche

### Statistiche di squadra
| Competizione          | Punti | In casa | In casa | In casa | In trasferta | In trasferta | In trasferta | Totale | Totale | Totale |
| Competizione          | Punti | G       | V       | P       | G            | V            | P            | G      | V      | P      |
| --------------------- | ----- | ------- | ------- | ------- | ------------ | ------------ | ------------ | ------ | ------ | ------ |
| Polska Liga Siatkówki | 54    | 18      | 14      | 4       | 15           | 11           | 4            | 33     | 25     | 8      |
| Coppa di Polonia      | -     | 0       | 0       | 0       | 0            | 0            | 0            | 2      | 1      | 1      |
| Supercoppa polacca    | -     | 0       | 0       | 0       | 0            | 0            | 0            | 1      | 1      | 0      |
| Champions League      | 13    | 5       | 3       | 2       | 5            | 3            | 2            | 10     | 6      | 4      |
| Totale                | -     | 23      | 17      | 6       | 20           | 14           | 6            | 46     | 33     | 13     |

G = partite giocate; V = partite vinte; P = partite perse

### Statistiche dei giocatori
| A. Achrem     | 25 | 302 | 250 | 36 | 16 | 2 | 14 | 11 | 3 | 0 | Statistiche assenti | 10 | 118 | 91  | 16 | 11 | Statistiche assenti |
| F. Drzyzga    | 27 | 20  | 4   | 9  | 7  | 2 | 0  | 0  | 0 | 0 | Statistiche assenti | 10 | 9   | 0   | 5  | 4  | Statistiche assenti |
| M. Filip      | 3  | 0   | 0   | 0  | 0  | - | -  | -  | - | - | Statistiche assenti | -  | -   | -   | -  | -  | Statistiche assenti |
| W. Grzyb      | 5  | 25  | 18  | 5  | 2  | 2 | 6  | 4  | 1 | 1 | Statistiche assenti | 4  | 7   | 6   | 0  | 1  | Statistiche assenti |
| K. Ignaczak   | 28 | 0   | 0   | 0  | 0  | 2 | 0  | 0  | 0 | 0 | Statistiche assenti | 6  | 0   | 0   | 0  | 0  | Statistiche assenti |
| D. Konarski   | 30 | 350 | 286 | 42 | 22 | 2 | 10 | 7  | 2 | 1 | Statistiche assenti | 9  | 105 | 84  | 11 | 10 | Statistiche assenti |
| G. Kosok      | 19 | 66  | 45  | 5  | 6  | 2 | 6  | 5  | 1 | 0 | Statistiche assenti | 9  | 45  | 27  | 17 | 1  | Statistiche assenti |
| P. Lotman     | 24 | 147 | 130 | 10 | 7  | 1 | 3  | 3  | 0 | 0 | Statistiche assenti | 7  | 11  | 10  | 0  | 1  | Statistiche assenti |
| M. Masłowski  | 5  | 0   | 0   | 0  | 0  | - | -  | -  | - | - | Statistiche assenti | 3  | 0   | 0   | 0  | 0  | Statistiche assenti |
| P. Nowakowski | 31 | 290 | 188 | 82 | 20 | 2 | 12 | 4  | 6 | 2 | Statistiche assenti | 10 | 69  | 53  | 12 | 4  | Statistiche assenti |
| S. Pałka      | -  | -   | -   | -  | -  | - | -  | -  | - | - | Statistiche assenti | -  | -   | -   | -  | -  | Statistiche assenti |
| N. Penčev     | 27 | 107 | 90  | 9  | 8  | 2 | 8  | 7  | 1 | 0 | Statistiche assenti | 10 | 19  | 15  | 2  | 2  | Statistiche assenti |
| Ł. Perłowski  | 29 | 169 | 105 | 43 | 21 | - | -  | -  | - | - | Statistiche assenti | 7  | 48  | 30  | 13 | 5  | Statistiche assenti |
| J. Schöps     | 30 | 258 | 218 | 16 | 24 | 2 | 15 | 15 | 0 | 0 | Statistiche assenti | 9  | 76  | 64  | 5  | 7  | Statistiche assenti |
| M. Szalacha   | -  | -   | -   | -  | -  | - | -  | -  | - | - | Statistiche assenti | -  | -   | -   | -  | -  | Statistiche assenti |
| L. Ticháček   | 28 | 31  | 9   | 14 | 8  | 2 | 4  | 0  | 0 | 4 | Statistiche assenti | 8  | 4   | 2   | 2  | 0  | Statistiche assenti |
| P. Veres      | 28 | 229 | 198 | 24 | 7  | 2 | 15 | 12 | 1 | 2 | Statistiche assenti | 10 | 125 | 109 | 15 | 1  | Statistiche assenti |

P = presenze; PT = punti totali; AV = attacchi vincenti; MV = muri vincenti; BV = battute vincenti